# Club Friday the Series 9 - Rak krang neung tee mai teung taai
Club Friday the Series 9 - Rak krang neung tee mai teung taai (thailandese: Club Friday the Series 9 รักครั้งหนึ่ง ที่ไม่ถึงตาย) è una serie televisiva thailandese facente parte del franchise di Club Friday, andata in onda su GMM 25 dal 1º luglio 2017 al 28 aprile 2018.
È composta da nove stagioni autoconclusive, con trame e protagonisti diversi, ognuna con un titolo: "Daai gae tak tong laek" (ได้แก่ รักต้องแลก), "Rak nok way-laa" (รักนอกเวลา), "Rak tee mai mee kwarm lap" (รักที่ไม่มีความลับ), "Rak maak... maak rak" (รักมาก..มากรัก), "Rak kong aa say" (รักของอาเซ), "Rak plom plom" (รักปลอมปลอม), "Rak tee lut loi" (รักที่หลุดลอย), "Rak son rak" รักซ่อนรัก) e "Rak tee mai mee jing" (รักที่ไม่มีจริง).

## Personaggi e interpreti

### Daai gae tak tong laek
- Aui, interpretata da Jintanutda Lummakanon "Pango".
- Jack, interpretato da Pisanu Nimsakul "Boy".
- Tai, interpretata da Morakot Sangtaweep "Aimee".
- Palm, interpretato da Nitidon Pomsuwan "Nike".

### Rak nok way-laa
- Fai, interpretata da Jarinya Sirimongkolsakul "Kaew".
- Jes, interpretato da Nut Devahastin Na Ayudhya "Poom".
- Agar, interpretato da Tatchakorn Boonlapayanan "Godji".
- Fah, interpretato da Napat Banchongchitpaisal "Yeepun".
- Bane, interpretata da Chayanit Chansangavej "Pat".

### Rak tee mai mee kwarm lap
- Joy, interpretata da Lanlalin Tejasa Weckx "Cheribelle".
- Pok, interpretato da Napassakorn Midaim "Tuk".
- Ruang Kao (Kao), interpretata da Pimthong Wachirakom "Dao".
- Win, interpretato da Jespipat Tilapornputt "Jes".
- Madre di Joy, interpretata da Natha Lloyd "Mai".

### Rak maak... maak rak
- Pang, interpretata da Thanchanok Ridthinakaa "Bebe".
- Phol, interpretato da Chanon Ukkharachata "Khun".
- Jup, interpretata da Preeyada Sittachai "Kambum".
- Im, interpretata da Carissa Springett "Ploy".
- Ploy, interpretata da Darin Hansen "Kwang".
- Tum, interpretato da Kittiphong Tantichinanon "Pop".

### Rak kong aa say
- Aasay, interpretata da Seo Ji-yeon.
- Cook Kai, interpretata da Nara Thepnupha.
- Pong, interpretato da Kanokchat Munyadon "Typhoon".
- Nid, interpretata da Chanana Nutakom "Dee".
- Nop, interpretato da Tanongsak Supakan "Nong".
- Conduttore, interpretato da Totrakul Jantima.

### Rak plom plom
- Yoh, interpretato da Sornram Tappituk "Num".
- Nui, interpretata da Khanungnij Jaksamithanont "Rotmay".
- Toy, interpretata da Treechada Petcharat "Poyd".
- Baat, interpretato da Assanai Thienthong "Ball".

### Rak tee lut loi
- Min, interpretata da Pimmada Boriruksuppakorn "Pim".
- Kun, interpretato da Pharanyu Rojanawuthitham "Slim Tack".
- Gon, interpretato da Kawee Tanjararak "Beam".
- Naam Peung, interpretata da Sireeporn Yuktadatta "Aerin".
- Padre di Min, interpretato da Dilok Thongwattana "Moo".
- Madre di Min, interpretata da Kanjanaporn Plodpai "Jeab".

### Rak son rak
- Ping, interpretata da Piyathida Mitrteeraroj "Pock".
- Ay, interpretato da Teerapat Sajakul "Tui".
- Yok, interpretata da Ornjira Lamwilai "Pang".
- Ping, interpretata da Sarannat Praduquyamdee "Vivi".

### Rak tee mai mee jing
- Mat, interpretata da Rhatha Phongam "Ying".
- Seen, interpretato da Thana Suthikamorn "Oil".
- Chaat, interpretato da Sarunyoo Wongkrachang "Tua".
- Saa, interpretata da Nathapatsorn Simasthien "Dao".
- Lek, interpretata da Paweena Charivsakul "Jeab".
- Ayk, interpretato da Daweerit Chullasapya "Pae".

## Episodi
| Stagione         | Episodi | Prima TV |
| ---------------- | ------- | -------- |
| Prima stagione   | 5       | 2017     |
| Seconda stagione | 4       | 2017     |
| Terza stagione   | 5       | 2017     |
| Quarta stagione  | 4       | 2017     |
| Quinta stagione  | 5       | 2017     |
| Sesta stagione   | 4       | 2018     |
| Settima stagione | 4       | 2018     |
| Ottava stagione  | 5       | 2018     |
| Nona stagione    | 4       | 2018     |